# Ende Gelände 2015
Ende Gelände 2015 war eine Großaktion der Anti-Kohlekraft-Bewegung zur Besetzung des Braunkohletagebaus Garzweiler von RWE Power durch Aktivisten für den Klimaschutz. Am 15. August 2015 blockierten bis zu 1000 Menschen in einer Aktion des zivilen Ungehorsams den Betrieb im Tagebau. Der Polizeieinsatz mit über 30 Verletzten und die enge Kooperation von Polizei und RWE-Wachschutz waren anschließend Thema des Innenausschusses des Düsseldorfer Landtages.
Die Nachfolgeaktion Ende Gelände 2016 fand im von Vattenfall betriebenen Lausitzer Braunkohlerevier statt.

## Hintergrund
Der Prozess der globalen Klimaveränderung verschärft die Konflikte um sich verknappende Schlüsselressourcen wie Wasser, Böden, Lebensmittel und Energieressourcen. Besonders betroffen seien laut den Aktivisten Menschen im globalen Süden, die unter Katastrophen wie Dürren oder Überschwemmungen besonders stark leiden würden. Die Aktivisten argumentierten, dass in Deutschland Energiekonzerne wie RWE jahrzehntelang Milliardenprofite machten, während Betroffene in den Tagebaugebieten „unter Gesundheitsschäden, Umsiedlungen und der Abbaggerung ihrer Dörfer“ leiden würden. Die Forderungen nach einem „Green New Deal“ („grünem Kapitalismus“), technischen Lösungen und individuellen Verzichtsappelle seien Augenwischerei, denn die kapitalistische Wirtschaftsordnung mit einem steten Expansionszwang sei unvereinbar mit einer starken Nachhaltigkeit und anderem Wirtschaften. Diese „Wachstums-Logik“ sei der Hauptgrund, weshalb die rot-schwarze Bundesregierung und die rot-grüne nordrhein-westfälische Landesregierung an der Kohleverstromung festhielten.

## Organisation
Die Aktion war eingebettet in verschiedene weitere Veranstaltungen zum Thema. Zwischen dem 7. und dem 17. August 2015 fand ein Klimacamp statt. Am gleichen Ort fand eine Sommerschule zu Degrowth und Klimagerechtigkeit vom 9. bis 14. August 2015 statt.
Die Kampagne wurde von verschiedenen Gruppen organisiert. Neben Einzelpersonen, grün-alternativen Gruppen, Aktive der Antiatombewegung wurde das Projekt auch wesentlich vom antikapitalistischen Bündnis Interventionistischen Linke getragen. Für die Aktion Ende Gelände wurde bundesweit mobilisiert.

## Aktion
Am Morgen des 15. August 2015 machten sich Aktivisten aus unterschiedlichen Richtungen zum Tagebau Garzweiler auf. Bei Erkelenz gelang es bis zu 1000 Demonstranten, in den Tagebau Garzweiler vorzudringen. Die Polizei sprach später von 805 Personen.
Einige Aktivisten-Gruppen durchbrachen Polizeiketten. Wegen einer Kletteraktion von Aktivisten an einer Brücke wurde die nahe A 61 am Kreuz Jackerath von der Polizei gesperrt. Die gesperrte Autobahn wurde von einigen Aktivisten für den Fußweg in den Tagebau genutzt. Robin Wood unterstützte die Aktion mit eigenen Aktivisten. Der Polizeieinsatz von 1200 Beamten, an dem u. a. die Bereitschaftspolizei NRW beteiligt war, wurde von der lokalen Polizei in Düren geleitet.
Drei der sieben Bagger im Tagebau Garzweiler standen wegen der Aktion stundenlang still. Eine Gruppe besetzte den aktiven Schaufelradbagger 261 und legte ihn damit still. Am Nachmittag gelang es der Polizei, die Besetzung des 80 Meter hohen und 200 Meter langen Gerätes durch Aktivisten zu beenden.
Die Polizei Nordrhein-Westfalen räumte unter Einsatz von 1200 Beamten und mit Hilfe des RWE-Werkschutzes die Anlage. Bei der Polizeiaktion wurde Tränengas eingesetzt und von Schlagstöcken Gebrauch gemacht. Rund 100 Personen nahm die Polizei vor Ort fest. 36 Personen wurden verletzt, davon kamen sechs mit schwereren Verletzungen ins Krankenhaus. Ein großer Teil der Demonstranten wurde, eskortiert von der Polizei, in RWE-Besucherbussen vom Gelände gefahren.

## Reaktionen

### RWE-Reaktion
RWE stellte Anzeige wegen Hausfriedensbruchs gegen alle anwesenden Protestierenden und Journalisten, worauf 797 Strafverfahren eingeleitet wurden. Ermittelt werde auch wegen Landfriedensbruchs, Verstoß gegen das Waffengesetz und Störung öffentlicher Betriebe, gab die Polizei Düren an.
Guido Steffen, Pressesprecher von RWE-Power hatte bereits am 14. August 2015, einem Tag vor der Aktion, dem WDR gesagt: „Wer unser Betriebsgelände betritt, Betriebseinrichtungen betritt, lahmlegt, der begeht eine Straftat. Eine Straftat, die wir anzeigen werden, und die wir auch verfolgen werden.“
Rund 300 Mitarbeiter von RWE Power hatten sich am Morgen des 15. August 2015 in Grevenbroich versammelt, um für den Fortbestand des Tagebaus in Garzweiler zu demonstrieren und für eine, nach dem Betriebsrat Jürgen Linges „sichere, bezahlbare Energieversorgung und für gute Arbeitsplätze“. Die Gruppe wollte zum Sozialtrakt des Tagebaus Garzweiler II ziehen. Sie sagten die Aktion allerdings ab, da sich nach ihren Angaben der Weg von Aktivisten und Mitarbeitern gekreuzt hätte und laut Linges Konfrontationen vermieden werden sollten.
Laut Guido Steffen (RWE-Power) waren „die Kollegen natürlich sauer, dass sie an ihrer eigenen Arbeitsstätte ihr demokratisches Recht wegen der illegalen Aktion anderer nicht wahrnehmen konnten“. Der offizielle Initiator der Aktion, Betriebsrat Walter Butterweck (IG BCE), erklärte: „Wir wollten friedlich unsere Meinung sagen, doch das wird uns durch solche illegalen Aktionen wie ‚Ende Gelände‘ verwehrt. Das ist nicht akzeptabel.“
Die Kritik an Form und Ausmaß der Kooperation von RWE-Werkschutz und Polizei gegen die Demonstranten wies RWE Power nach der Aktion zurück. Ziel der RWE-Strategie sei es gewesen „die Sicherheit aller Beteiligten“ sicherzustellen.

### Debatte im Landtag und Kritik an Polizeieinsatz und RWE-Werkschutz
RWE als Betreiber der Braunkohlegruben im Rheinland hatte sich nach Recherchen des WDR schon früh „auf eine harte Linie gegenüber den angekündigten Aktionen in Garzweiler festgelegt.“ Die Polizei habe im Vorfeld der Aktion angeregt, den Betrieb in dem Tagebau an dem Protest-Wochenende ruhen zu lassen, RWE Power habe dies aber abgelehnt. Die Polizei widersprach der Darstellung des WDR; eine solche Empfehlung der Polizei habe es nicht gegeben.
Medienvertreter berichteten, ihre Arbeit sei behindert worden. Die Redaktionen der Infoseite klimaretter.info und der Tageszeitung Neues Deutschland legten nach der Aktion Beschwerde bei der Polizei wegen Eingriff in die Pressefreiheit ein. Die Polizei wies die Vorwürfe zurück und kritisierte ihrerseits die Medienvertreter.
Verschiedentlich wurde kritisiert, dass Polizisten der Polizei NRW mit Geländewagen des privaten Firmen-Wachschutzes von diesem in die Grube gefahren wurden. Die Polizei erklärte, Rechtsgrundlage für dieses Vorgehen sei das nordrhein-westfälische Polizeigesetz.
Die Partei die Linke in NRW protestierte gegen „unverhältnismäßigen Maßnahmen durch die Polizei“. Die Linken-Politiker Marco Böhme (MdL Sachsen), Michael Aggelidis (Landesvorstand NRW), Andrej Hunko (MdB) und Hubertus Zdebel (MdB) waren als parlamentarische Beobachter bei Ende Gelände dabei. In einer gemeinsamen Erklärung kritisierten sie „den überharten Polizeieinsatz, bei dem auch Schlagstöcke und Pfefferspray eingesetzt wurden. Wir haben den Ablauf der Aktionen an diversen Stellen beobachtet und waren Zeugen eines zum Teil unverhältnismäßigen und völlig unangemessenen Polizeieinsatzes. Einige Polizisten begnügten sich nicht damit, die Kette zu halten und zu verhindern, dass Demonstrierende diese Kette durchqueren konnten, sondern setzten gezielt Pfefferspray ein oder hieben mit Schlagstöcken auf einzelne Demonstrationsteilnehmer ein. Wir werden dementsprechend Dienstaufsichtsbeschwerde gegen die handelnden Polizeieinheiten stellen.“
Mona Bricke, Sprecherin des Bündnisses „Ende Gelände“, übte ebenfalls Kritik am Vorgehen der Polizei, die friedliche Demonstranten mit Schlagstöcken und Pfefferspray angegriffen hätten.
Die Fraktionen der B90/Grünen, der Linken und der Piratenpartei im Düsseldorfer Landtag forderten eine Aufklärung der Kritik des Polizeieinsatzes bei Ende Gelände. Die Piraten-Fraktion stellte einen Antrag zur Behandlung im Innenausschuss, und so befasste sich am 27. August 2015 dieser Landtags-Ausschuss mit dem Polizeieinsatz und der Zusammenarbeit von Polizei und RWE.
CDU und SPD forderten nach der Berichterstattung des WDR, dass dieser sich an Landesrecht zu halten habe und „friedliche Straftaten“ nicht rechtfertigen dürfe. Der Landes-Polizeiinspekteur Bernd Heinen rechtfertigte den teilweise harten Umgang mit Journalisten während der Aktion damit, dass kein öffentliches Interesse am Geschehen bestanden habe.

### Reaktionen aus der Region
Laut die tageszeitung stieß die Aktion in der Region auf ein geteiltes Echo.
7.600 Menschen aus zwölf Ortschaften mussten für den Tagebau Garzweiler bis 2015 bereits umgesiedelt werden. Für die Bewohner von fünf weiteren Orte im Raum Erkelenz mit nochmals 1.600 Menschen ist die Umsiedlung beschlossen. In einem der künftig verschwindenden Dörfer, Immerath, fand parallel zur Grubenbesetzung eine Demonstration mit rund 800 Teilnehmern statt, unter denen auch einige Bewohner der Region waren. Ein Teil der Menschen aus den betroffenen Orten wehrt sich nicht gegen die Umsiedlung, da sie vom RWE-Konzern entschädigt werden. Die zerstörten Dörfer werden von RWE als zusammengehörende Gemeinden an anderer Stelle wieder aufgebaut.

## Juristische Aufarbeitung
Aus der Antwort der Landesregierung von Nordrhein-Westfalen vom 2. August 2017 auf eine kleine Anfrage ist zu entnehmen, dass bei der Staatsanwaltschaft Mönchengladbach im Zusammenhang mit dem „Klimacamp 2015“ am Tagebau Garzweiler insgesamt 578 Ermittlungsverfahren anhängig gemacht wurden. 355 Verfahren richten sich gegen Unbekannt. In 223 Ermittlungsverfahren wurden die Personalien der Beschuldigten ermittelt. Stand Ende März sind davon nach einem Bericht des Leitenden Oberstaatsanwaltes in Mönchengladbach 54 Verfahren vor Anklageerhebung eingestellt worden. Nach Anklageerhebung durch die Staatsanwaltschaft wurden weitere 18 Verfahren mit Zustimmung des Amtsgerichtes eingestellt. Drei Aktivisten wurden freigesprochen, da auf einer gesperrten Autobahn durch die Aktivisten keine konkrete Gefahr für Leib und Leben von anderen Menschen oder fremde Sachen von bedeutendem Wert entstehen kann. Dies entspricht ständiger Rechtsprechung des Bundesgerichtshofes. Weitere 4 Aktivisten wurden freigesprochen, da bei einem Tagebau mangels durchgehender Umfriedung der Tatbestand des Hausfriedensbruches nicht erfüllt ist. Mit weiteren Freisprüchen ist zu rechnen.